# Chapelle Leloup de Spa
La chapelle Leloup est un petit édifice religieux catholique de style classique sis au coin des rues A. Body et de la chapelle, à Spa en Belgique. Construite en 1672 la chapelle votive est le plus ancien monument de la ville de Spa. Elle est classée au patrimoine immobilier de la ville.

## Histoire
La chapelle porte le nom d’un bourgeois de Spa, Thomas Leloup, qui avec son fils échappa à un naufrage au XVIIe siècle. En exécution du vœu qu’il fit à cette occasion il construisit la chapelle qui aujourd’hui porte son nom. De style classique elle fut construite en 1672 sur un terrain qui à cette époque se trouvait à l’extrémité occidentale de la ville de Spa (ce que l’on appelle aujourd’hui le ‘Vieux-Spa’). Sise au coin des rues Albin Body et de la Chapelle la chapelle est le plus ancien monument de la ville.
Les escaliers d’accès à la chapelle furent aménagés et la zone environnante modifiée pour permettre, en 1863 la construction de la ligne de chemin de fer de Spa à Trois-Ponts (Ligne 44). 
Bien que la chapelle soit toujours ouverte au culte, les cérémonies religieuses y sont devenues rares. La chapelle, façade, toiture et zone environnante de protection furent classées au patrimoine de Wallonie en 1998. 

## Description
L’intérieur est simple. Quelques œuvres d’art qui s’y trouvaient furent transférées en des bâtiments mieux sécurisés.
- Un grand crucifix du XVIe siècle surmonte l’autel de pierre.
- Les anges agenouillés qui le bordaient proviennent sans doute de l’atelier de Jean Del Cour.
- Une statue de saint Remacle, en bois polychrome et doré, de style gothique du XVe siècle, se trouve aujourd’hui dans l’église décanale Notre-Dame et Saint-Remacle de Spa.